# Mina de San Ildefonso
Mina de San Ildefonso es una mina de asfaltos naturales que se encuentra entre los concejos de Atauri y Corres del municipio de Arraya-Maestu, en la cuadrilla de Montaña Alavesa de Álava. 

## Situación
Se encuentra en el parque natural de Izki, en una zona geológica en la que las rocas contienen elevados niveles asfálticos, que permiten ver el mineral de asfalto en formas líquidas solidificadas.
En los yacimientos alaveses de asfalto, la impregnación de betún asfáltico en arenas y calizas es muy irregular, habiéndose explotado casi exclusivamente estas últimas con una riqueza promedio en torno al 10 %, aunque en algunos casos con la mina San Idelfonso llegó al 20 %.

## Historia
La mina fue prospectada por Fermín Aranegui. Fue el embrión de la importante industria de asfaltos naturales de la Montaña Alavesa y de España. Desde el año 1857 hasta comienzos del siglo XX, funcionó como la primera y mayor explotación de asfaltos naturales del Estado. Pero llegar hasta la producción de asfalto llevó años.

### Inicios y cambios
En sus primeros años cambió varias veces de titularidad. El 5 de agosto de 1856 aparecía como director delegado de la sociedad minera francesa Ledoux y Cía., Felipe Pichenot con domicilio en Vitoria y se había levantado una incipiente instalación a pie de mina. En el año 1856 se delimitó la mayor parte del filón pionero, bajo el nombre de San Ildefonso, que se encuentra enclavado entre Corres y Atauri. En 1858 se puso en marcha una fábrica de la que se aseguraba que fue la primera de su género en España, que complementaba la energía hidráulica con la adquisición de una novedosa máquina a vapor para sus artefactos mecánicos; y en 1861 se instaló una segunda fábrica.
Se intentó, en un primer momento por parte de una sociedad catalana, obtener gas y petróleo de estas minas, y después derivados de la nafta para el alumbrado público. Al fracasar estos intentos, cedieron los derechos en favor del francés Adolfo Boiven.

### Asfaltos de Maestu

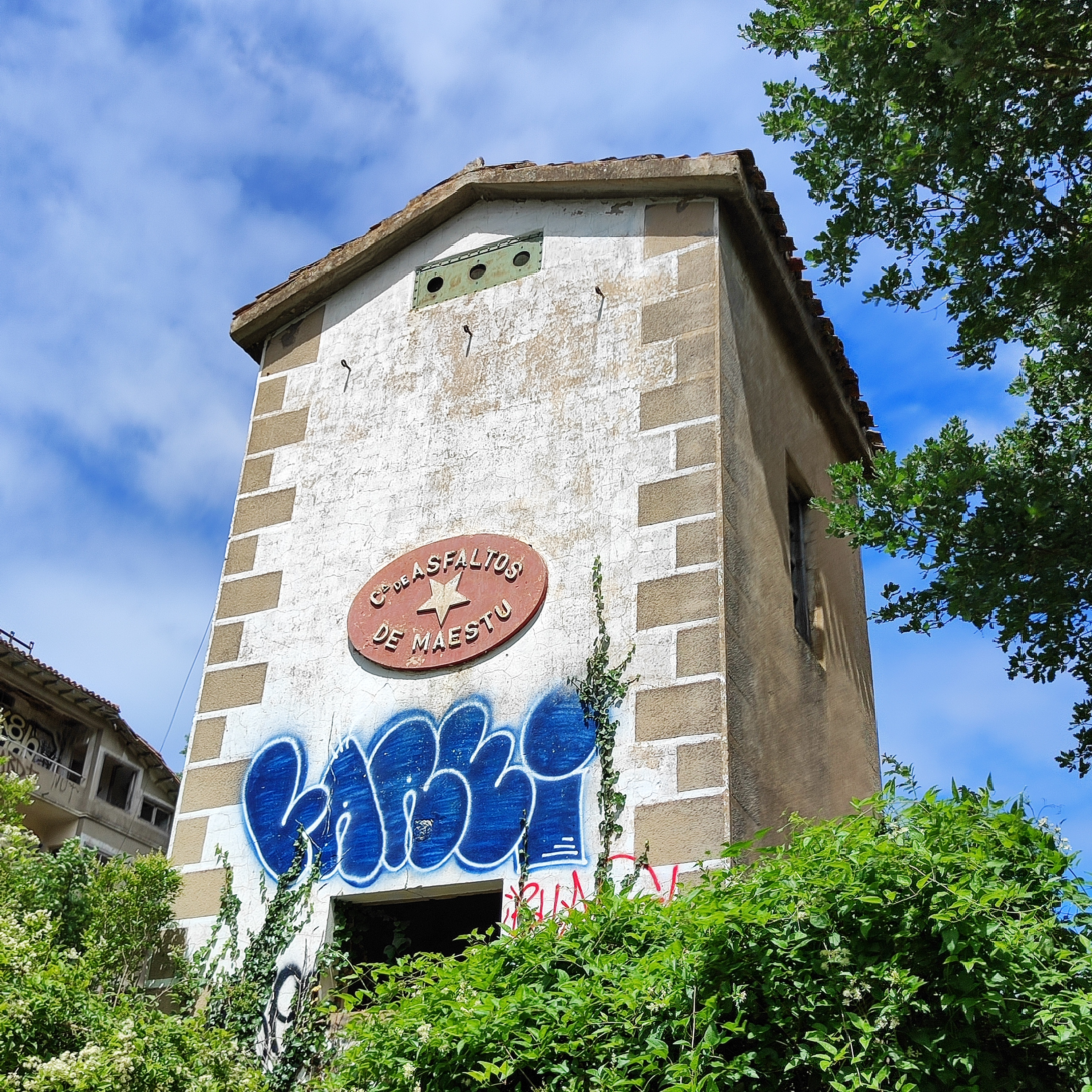
Fábrica de Asfaltos de Maestu

Los nuevos propietarios reorientaron la planta y realizaron las reformas necesarias para dedicarse a la fabricación de betún y panes de asfalto, utilizando las piedras asfálticas de “San Ildefonso”.
La fábrica de Gustaldapa, denominada “Asfaltos de Maestu” estaba compuesta por ocho edificios y varios patios o espacios de tránsito, además de otros terrenos. El primero estaba destinado a fábrica de panes y losetas de asfalto; el segundo albergaba la maquinaria motriz de vapor, la caldera, la fragua, los tornos, el molino y las machacadoras de roca; el tercero acogía las cuadras, un taller de carpintería y el almacén de herramientas; el cuarto servía de pajar y almacén; en el quinto se alojaban los trabajadores; el sexto contenía las oficinas y vivienda del director; el séptimo se hallaba sin uso y por último el octavo servía de polvorín. En los patios o espacios abiertos se ubicaba el depósito de agua, el almacén de panes y losetas y también la leña. Los terrenos circundantes se destinaban a cultivar hortalizas, verduras y cereales.
Todo el complejo ocupaba una extensión de tres hectáreas. La fábrica de “San Ildefonso”, tras decidir la Compañía edificar la nueva de Atauri, quedó en segundo lugar, pudiendo decirse que su actividad era limitada tras los años cuarenta del siglo pasado, limitándose el trabajo a extracciones residuales y complementarias con destino a la nueva fábrica.
La extracción y molido de la roca asfáltica hasta su conversión en polvo solo la realizaba en España la Compañía de Asfaltos de Maestu en Atauri.

## Recuperación y puesta en valor
Desde el año 2016 se llevan a cabo trabajos de excavación arqueológica y recuperación del poblado minero. Estos trabajos se realizan dentro del plan Auzolandegiak de Gobierno Vasco en colaboración con el Departamento de Medioambiente y Urbanismo de la Diputación Foral de Álava.
La mina “San Ildefonso” daría lugar a la factoría transformadora más importante de la península y se ubicó sobre terrenos comunales de Korres y Atauri en el municipio de Maeztu. Tenía como objetivo destilar la roca para obtener betún asfáltico. Se fabricaban panes de asfalto en piezas hexagonales prismáticas para fundir, mineral triturado a granel y polvo envasado en sacos y losetas. Gran parte de la producción se enviaba a Francia.
Desde 2018 se realizan campos de trabajo en el antiguo poblado minero de San Ildefonso, en terrenos de Korres. Han encontrado viviendas de obreros y corrales, asfalto en polvo, panes de asfalto (de unos 4 kilos), adoquines pulidos y sin pulir —más pequeños— y superficie asfáltica como la del suelo de esta estancia de unos 100 m².